# 美國國會華盛頓州代表團
美國國會華盛頓州代表團（United States congressional delegations from Washington）是美國參議院和美國眾議院的華盛頓州國會代表團。
華盛頓代表團的現任團長是參議員帕蒂·默里( Patty Murray)，自1993年以來一直在參議院任職。